# Thân vương phi xứ Condé
Dưới Chế độ cũ (Pháp), Gia tộc Condé được liệt vào hàng Prince du sang (Tông thất Pháp), trong đó người đứng đầu Gia tộc giữ tước hiệu Thân vương xứ Condé. Vợ của các Thân vương được gọi là Thân vương phi xứ Condé.

## Danh sách
| Ảnh | Tên                                                | Cha                                                                        | Mẹ                                                               | Sinh                | Kết hôn              | Trở thành Thân vương phi           | Không còn là Vương phi               | Qua đời              | Phối ngẫu               |
| --- | -------------------------------------------------- | -------------------------------------------------------------------------- | ---------------------------------------------------------------- | ------------------- | -------------------- | ---------------------------------- | ------------------------------------ | -------------------- | ----------------------- |
|     | Éléonore de Roye                                   | Charles de Roye (Roye)                                                     | Madeleine de Mailly (Mailly)                                     | 24 tháng 2 năm 1535 | 22 tháng 6 năm 1551  | 22 tháng 6 năm 1551                | 23 tháng 7 năm 1564                  | 23 tháng 7 năm 1564  | Louis I xứ Condé        |
|     | Françoise xứ Orléans-Longueville                   | François d'Orléans-Longueville, Hầu tước xứ Rothelin (Orléans-Longueville) | Jacqueline xứ Rohan-Gyé (Rohan)                                  | 5 tháng 4 năm 1549  | 8 tháng 11 năm 1565  | 8 tháng 11 năm 1565                | 13 tháng 3 năm 1569 (chồng qua đời)  | 11 tháng 6 năm 1601  | Louis I xứ Condé        |
|     | Marie xứ Nevers                                    | François I xứ Nevers (La Marck)                                            | Marguerite xứ Bourbon-Vendôme (Bourbon-Vendôme)                  | 1553                | 10 tháng 8 năm 1572  | 10 tháng 8 năm 1572                | 14 tháng 11 năm 1574                 | 14 tháng 11 năm 1574 | Henri I xứ Condé        |
|     | Charlotte Catherine de La Trémoille (La Trémoille) | Louis III de La Trémoille (Nhà La Trémoille)                               | Jeanne xứ Montmorency (Montmorency)                              | 1568                | 16 tháng 3 năm 1586  | 16 tháng 3 năm 1586                | 5 tháng 3 năm 1588 (chồng qua đời)   | 28 tháng 8 năm 1629  | Henri I xứ Condé        |
|     | Charlotte Marguerite xứ Montmorency                | Henri I xứ Montmorency (Montmorency)                                       | Louise xứ Budos (Budos)                                          | 11 tháng 5 năm 1594 | 17 tháng 5 năm 1609  | 17 tháng 5 năm 1609                | 26 tháng 12 năm 1646 (chồng qua đời) | 2 tháng 12 năm 1650  | Henri II xứ Condé       |
|     | Claire-Clémence de Maillé                          | Urbain xứ Maillé, Hầu tước thứ 1 xứ Brézé (Maillé)                         | Nicole xứ Plessis-Richelieu (Plessis-Richelieu)                  | 25 tháng 2 năm 1628 | Tháng 2 năm 1641     | 26 tháng 12 năm 1646 (chồng kế vị) | 11 tháng 11 năm 1686 (chồng qua đời) | 16 tháng 4 năm 1694  | Louis II xứ Condé       |
|     | Anna Henriette xứ Pfalz-Simmern                    | Eduard xứ Pfalz (Pfalz-Simmern)                                            | Anna Maria di Gonzaga-Nevers (Gonzaga)                           | 13 tháng 3 năm 1648 | 11 tháng 12 năm 1663 | 11 tháng 11 năm 1686 (chồng kế vị) | 1 tháng 4 năm 1709 (chồng qua đời)   | 23 tháng 2 năm 1723  | Henri Jules I xứ Condé  |
|     | Louise Françoise de Bourbon                        | Louis XIV của Pháp (Bourbon) (con ngoại hôn)                               | Françoise-Athénaïs de Rochechouart de Mortemart (Rochechouart)   | 1 tháng 6 năm 1673  | 25 tháng 5 năm 1685  | 1 tháng 4 năm 1709 (chồng kế vị)   | 4 tháng 3 năm 1710 (chồng qua đời)   | 16 tháng 6 năm 1743  | Louis III xứ Condé      |
|     | Marie Anne xứ Conti                                | François-Louis I xứ Conti (Bourbon-Conti)                                  | Marie Thérèse xứ Condé (Bourbon-Condé)                           | 18 tháng 4 năm 1689 | 9 tháng 8 năm 1713   | 9 tháng 8 năm 1713                 | 21 tháng 3 năm 1720                  | 21 tháng 3 năm 1720  | Louis IV Henri xứ Condé |
|     | Caroline xứ Hessen-Rotenburg                       | Ernst II Leopold xứ Hessen-Rotenburg (Hessen-Rotenburg)                    | Eleonore Maria Anna xứ Löwenstein-Wertheim (Löwenstein-Wertheim) | 18 tháng 8 năm 1714 | 24 tháng 7 năm 1728  | 24 tháng 7 năm 1728                | 24 tháng 1 năm 1740 (chồng qua đời)  | 14 tháng 6 năm 1741  | Louis IV Henri xứ Condé |
|     | Charlotte xứ Rohan                                 | Charles xứ Rohan, Thân vương xứ Soubise (Rohan)                            | Anne Marie Louise de La Tour d'Auvergne (La Tour d'Auvergne)     | 7 tháng 10 năm 1737 | 3 tháng 5 năm 1753   | 3 tháng 5 năm 1753                 | 4 tháng 3 năm 1760                   | 4 tháng 3 năm 1760   | Louis V Joseph xứ Condé |
|     | Maria Caterina Brignole Sale                       | Giuseppe Maria Brignole Sale, Hầu tước xứ Groppoli (Brignole Sale)         | Maria Anna Balbi (Balbi)                                         | 7 tháng 10 năm 1737 | 24 tháng 10 năm 1798 | 24 tháng 10 năm 1798               | 18 tháng 3 năm 1813                  | 18 tháng 3 năm 1813  | Louis V Joseph xứ Condé |
|     | Bathilde xứ Orléans                                | Louis Philippe I xứ Orléans (Orléans)                                      | Louise Henriette xứ Conti (Bourbon-Conti)                        | 9 tháng 7 năm 1750  | 24 tháng 4 năm 1770  | 13 tháng 5 năm 1818 (chồng kế vị)  | 10 tháng 1 năm 1822                  | 10 tháng 1 năm 1822  | Louis VI Henri xứ Condé |